# Eparquía de Sudamérica (Iglesia ortodoxa rusa fuera de Rusia)

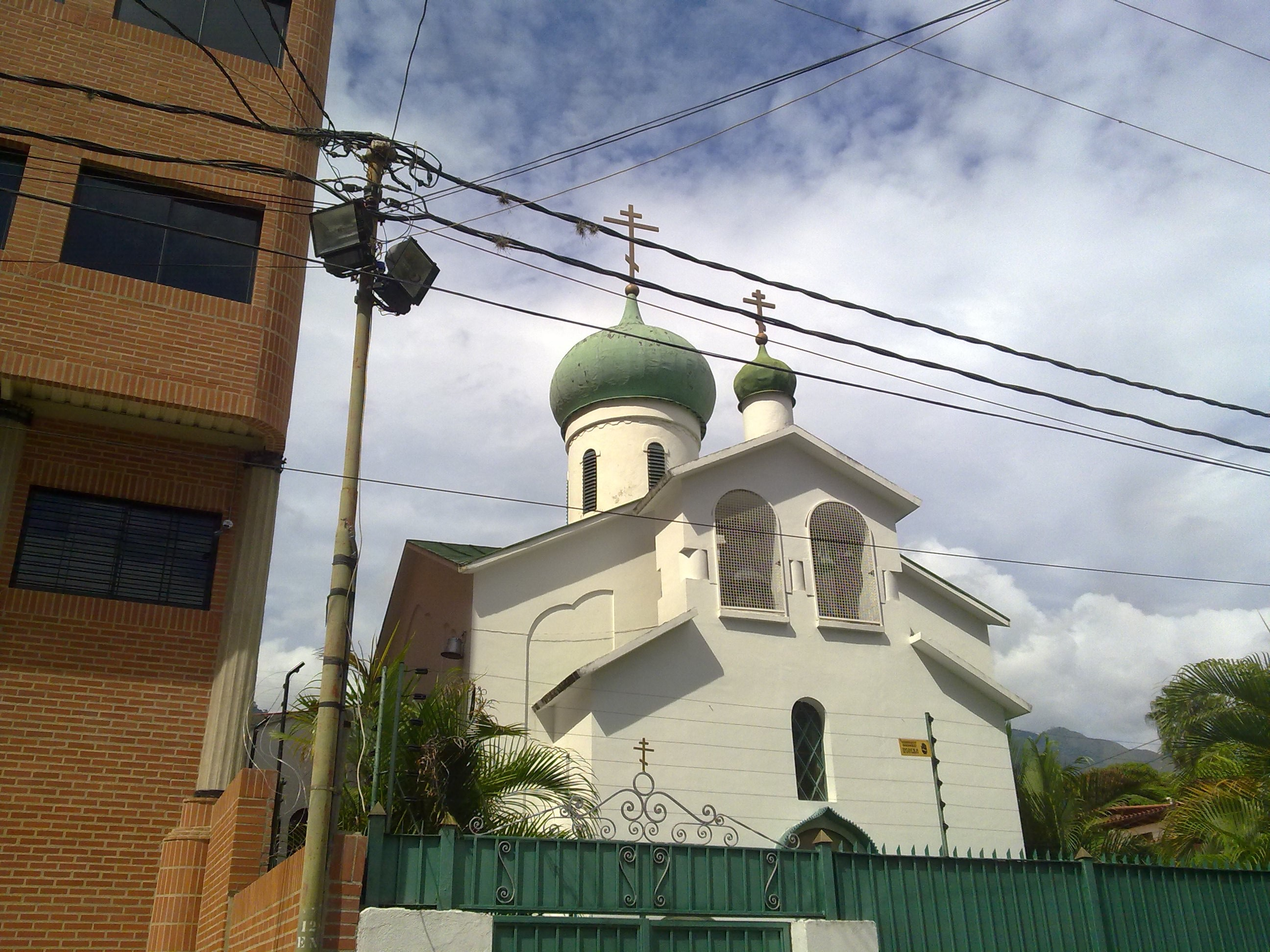
Catedral de San Nicolás, Caracas.

La eparquía de Sudamérica (en ruso: Южно-Американская епархия, romanización Yuzhno-Amerikanskayia yeparjia) es una diócesis de la Iglesia ortodoxa rusa fuera de Rusia. Abarca las parroquias ubicadas en Argentina, Brasil, Chile, Paraguay, Uruguay y Venezuela. Fue formada tras la fusión de distintas diócesis rusas existentes en Sudamérica, en la primera mitad de la década de 1990. Su sede administrativa está en Buenos Aires, Argentina y está encabezada por el obispo Juan (Bērziņš) de Caracas y Sudamérica.

## Historia
La primera iglesia ortodoxa en Sudamérica fue la catedral de la Santísima Trinidad, ubicada en el barrio de San Telmo, en Buenos Aires, que fue inaugurada en 1901. Esta iglesia reunía a ortodoxos de diversas nacionalidades, quienes previamente se habían dirigido al zar de Rusia para solicitar servicios religiosos cristiano-ortodoxos en la región. Su primer superior fue el protopresbítero Constantino Izrastzoff.
Tras la Revolución bolchevique las comunidades rusas de Sudamérica, al igual que en otras partes del mundo, quedaron bajo la autoridad eclesiástica del Sínodo de Obispos de la Iglesia ortodoxa Rusa en el Extranjero, con sede en Sremski Karlovci, Reino de Yugoslavia, institución que en 1934 designó al primer obispo ruso en Sudamérica, y el segundo ortodoxo en la región, en la persona del arzobispo Teodosio (Samoilovich) de São Paulo y Brasil. El cual tenía jurisdicción sobre toda Sudamérica excepto Argentina, donde administraba el protopresbítero Constantino Izrastzoff. Nacieron así comunidades eclesiales como la Iglesia de la Protección de la Virgen en Asunción (1924), la Iglesia de la Santísima Virgen de Kazán de Santiago de Chile (1933), la Iglesia de San Nicolás en São Paulo (1939), la catedral de San Nicolás en Caracas (1950), la Iglesia de la Santísima Trinidad en Lima (1953).
Posteriormente fueron creadas las diócesis de Chile y Perú (1952), Caracas y Venezuela (1957) y Buenos Aires, Argentina y Paraguay, como testimonio del florecimiento de la diócesis en América del Sur. Estas estructuras eclesiásticas fueron unidas en la década de 1990 en una sola diócesis, llamada de Buenos Aires y Sudamérica, bajo los obispos Juan (Legky) y Alejandro (Mileant). Este último alcanzó mucha notoriedad por los llamados "panfletos misioneros" editados en ruso, inglés, español y portugués y publicados en su página web personal, quedando así su nombre asociado para siempre con el impulso de la actividad pastoral y misionera.
Paralelamente, en 1946, el patriarcado de Moscú fundó la diócesis de Argentina y Sudamérica.
A partir de 2001 la diócesis fue sacudida por divisiones entre los partidarios y oponentes a la reconciliación de la Iglesia rusa en el Extranjero con el patriarcado de Moscú, las que derivaron en cismas que hasta hoy se mantienen. Parte del clero diocesano optó por apoyar la separación, y fueron declarados interdictos por el obispo Juan de Caracas en 2010.
En mayo de 2007, después de la firma de la comunión canónica del patriarcado de Moscú y la Iglesia rusa fuera de Rusia, la mayoría de las parroquias en Argentina y las siete parroquias de Brasil no dieron este paso y posteriormente se unieron al obispo Agatángelo Pashkovsky, que posteriormente fue privado del rango. Agatángelo Pashkovsky formó una facción de la Iglesia ortodoxa rusa fuera de Rusia que se opone al acuerdo de comunión y reunión entre la Iglesia de Moscú y la Iglesia ortodoxa rusa fuera de Rusia, conserva las parroquias de América del Sur en la diócesis de São Paulo y Sudamérica.
En 2008 el Concilio de Obispos de la Iglesia rusa fuera de Rusia nombró obispo de Caracas y vicario de la diócesis de Sudamérica al higúmeno Juan (Bērziņš). Ese mismo año se celebraron los "Días de Rusia en Sudamérica", en la cual el histórico ícono de la Madre de Dios "Reinante" fue llevado a diversas iglesias de la diócesis, en compañía del coro del monasterio Sretensky de Moscú.
Por decreto del Sínodo de Obispos de 1 de septiembre de 2009, el obispo Juan fue designado obispo diocesano de Sudamérica, manteniendo su título de la ciudad de Caracas, pese a que el centro administrativo de la diócesis sigue siendo la catedral de la Resurrección ubicada en el barrio de Núñez, en Buenos Aires.

## Obispos

### Obispos de Caracas
- Serafín (Svеzhevski), arzobispo de Caracas y Sudamérica (1957-1984)
- Juan (Bērziņš) (vicario entre 2008-2009, obispo diocesano de Sudamérica desde 2009)

### Obispos de São Paulo
- Teodosio (Samoilovich), arzobispo de São Paulo y Todo Brasil (1934-1968)
- Arzobispo Serafín (Svеzhevski) de Caracas (1968-1976)
- Nicander (Paderin), obispo de Río de Janeiro (1967-1976), arzobispo de São Paulo y Brasil (1976-1987)

### Obispo de Goiânia
- Agapito (Kryzhanovsky)

### Obispo de Montevideo
- Vitaly (Ustinov), obispo de Montevideo (1951-1954)

### Obispos de Buenos Aires
- Pantaleón (Rudyk) (1948—1950)
- Josafat (Skorodumov), arzobispo de Buenos Aires, Argentina y Paraguay (8 de diciembre de 1950-1951 administrador temporal) (1951-26 de noviembre de 1955, titular)
- Atanasio (Martos), arzobispo de Buenos Aires, Argentina y Paraguay (diciembre de 1955-5 de septiembre de 1969) (septiembre de 1971-3 de noviembre de 1983)
- Leoncio (Filippovich), arzobispo de Buenos Aires, Argentina y Chile (5 de septiembre de 1968-2 de julio de 1971)
- Inocencio (Petrov), obispo de Asunción (1983-1985), obispo de Buenos Aires, Argentina y Paraguay (13 de agosto de 1985-23 de diciembre de 1987)
- Juan (Liogky) (28 de agosto de 1990-1994), obispo de Buenos Aires, Argentina y Paraguay (primer obispo de Sudamérica)

### Obispos de Chile
- Serafín (Ivanov), obispo de Santiago de Chile (1946)
- Leoncio (Filíppovich), obispo de Paraguay (1948-1953), arzobispo Santiago, Chile y Perú (1953-1968), arzobispo de Buenos Aires, Argentina y Chile (1968-1971)
  - Sede vacante (1971-1993) (1994-1998)

### Obispos de Sudamérica
- Juan (Liogky) obispo de Buenos Aires, Argentina y Paraguay (obispo de Sudamérica) (28 de agosto de 1990-1994)
- Alejandro (Mileant), obispo de Buenos Aires y Sudamérica (28 de mayo de 1998-12 de septiembre de 2005)
- Laurus (Škurla), metropolitano de Nueva York, administrador temporal (2005-2008)
  - Agatángelo (Pashkovsky) (abril de 2007-mayo 2007) (se negó a asumir la diócesis y entró en cisma)
- Hilarión (Kapral) metropolitano de Nueva York, administrador temporal (22 de marzo de 2008-21 de junio de 2008)
- Juan (Bērziņš) (21 de junio de 2008-agosto de 2009)
- Juan (Bērziņš), obispo de Caracas y Sudamérica (desde agosto de 2009)

## Organización
La administración diocesana se encuentra en la sede episcopal edificada durante el período del arzobispo Atanasio (Martos), en calle Núñez 3541, Ciudad Autónoma de Buenos Aires.
Oficialmente la diócesis de Sudamérica cuenta con alrededor de 33 parroquias y capillas, algunas de las cuales no están en funcionamiento y otras están en situación de cisma. Dichas parroquias están ubicadas en Argentina, Brasil, Chile, Paraguay, Uruguay y Venezuela.

### Parroquias bajo control efectivo de la diócesis
En Argentina
- Catedral de la Resurrección, Buenos Aires
- Templo de San Hermógenes de Moscú, Quilmes
- Parroquia de la Vіrgen del Аmраrо, Temperley

En Chile
- Iglesia ortodoxa rusa de la Santísima Trinidad y Santísima Virgen de Kazán, Santiago
- Iglesia de San Siluan del monte Athos, Concepción
- Parroquia de San Nectario de Pentapolis, Valdivia

En Paraguay
- Iglesia de la Intercesión, Asunción

#### EnUruguay
- Iglesia de la Resurrección de Cristo

En Venezuela
- Catedral de San Nicolás, Caracas
- Iglesia de la Intercesión, Caracas
- Iglesia de la Asunción, Caracas
- Iglesia de San Nicolás, Barquisimeto
- Iglesia de Pedro y Pablo, Maracay
- Iglesia de los Signos, Valencia